# Borysthenes guttata
Borysthenes guttata är en insektsart som beskrevs av Kato 1934. Borysthenes guttata ingår i släktet Borysthenes och familjen kilstritar. Inga underarter finns listade i Catalogue of Life.